# Sagrado Corazón de Jesús en Castro Pretorio (título cardenalicio)
Sagrado Corazón de Jesús en Castro Pretorio es un título cardenalicio diaconal de la Iglesia Católica. Fue instituido por el papa Pablo VI en 1965 con la constitución apostólica Almae Urbis templa.

## Titulares
- Maximilien de Fürstenberg; título presbiteral pro illa vice (29 de junio de 1967 - 22 de septiembre de 1988)
- Giovanni Saldarini; título presbiteral pro illa vice (28 de junio de 1991 - 18 de abril de 2011)
- Giuseppe Versaldi (18 de febrero de 2012